# Питляр (река)
Пи́тляр — река в Шурышкарском районе Ямало-Ненецкого АО. Устье реки находится в 397 км по правому берегу реки Обь. Длина реки составляет 149 км, площадь водосборного бассейна 2660 км². Наиболее крупный приток Уръёган, впадает в 64 км по левому берегу.

## Притоки
- 18 км: Нохыръёган
- 26 км: Сезынгъёган
- 55 км: Шопынгъёган
- 64 км: Уръёган
- 121 км: река без названия

## Данные водного реестра
По данным государственного водного реестра России относится к Нижнеобскому бассейновому округу, водохозяйственный участок реки — Обь от впадения реки Северная Сосьва до города Салехард, речной подбассейн реки — бассейны притоков Оби ниже впадения Северной Сосьвы. Речной бассейн реки — (Нижняя) Обь от впадения Иртыша.
Код объекта в государственном водном реестре — 15020300112115300023277.